# Victor Caussinus
Victor Caussinus (né Joseph Louis Victor Caussinus le 10 décembre 1806 à Montélimar et mort le 14 février 1900 à Bois-Colombes) est un compositeur, pédagogue et musicien français, virtuose de l'ophicléide. 

## Biographie
Victor Caussinus commence l'apprentissage de la musique auprès de son père, chef de musique militaire, et joue de plusieurs instruments. Au cours de son service militaire, il découvre l'ophicléide, qui devient rapidement son instrument de prédilection, et avec lequel il remporte ses premiers succès d'interprète au sein des concerts Musard à Paris. 
Dès lors, il est reconnu comme une référence musicale sur l'instrument. Berlioz le confirme en plusieurs occasions, écrivant ainsi en 1845 : « De là l’excessive rareté des artistes qui jouent juste sur cet instrument, rareté telle qu’on en compte à peine trois à Paris, en tête desquels il faut placer M. Caussinus » ; ou encore en 1846 : « c’est         une méthode-solfège [...] composée avec soin et un talent véritable par M. Caussinus, professeur au Gymnase militaire et le premier ophicléide de l’Europe, sans contredit ».  
Comme pédagogue, il est nommé professeur d'ophicléide à la création du gymnase musical militaire en 1836, où il forme durant seize ans de nombreux élèves. À ce titre, il est l'auteur d'une méthode pour l'instrument, écrite avec Frédéric Berr en 1837. 
Comme musicien, il est artiste du Théâtre-Italien et membre de l'orchestre de la Société des concerts du Conservatoire.
Comme compositeur, il se perfectionne avec Carafa et est l'auteur de plusieurs solfège-méthodes (pour ophicléide basse, pour piano, pour cornet à pistons et instruments à cylindres, pour basse chromatique et trombone à pistons), de duos et transcriptions d’airs d’opéra pour cornet ou ophicléide, ainsi que de nombreuses pièces de musique légère pour piano et morceaux d'harmonie militaire.

## Œuvres
Parmi ses œuvres figurent notamment :

### Méthodes
- Méthode de cornet ou bugle à trois pistons, Paris, Launer, 1837[10],[11]
- Méthode complète d'ophicléide (avec Berr), Paris, Meissonnier, 1837
- Solfège-méthode pour l'ophicléide basse, Paris, Meissonnier, 1843[12]
- Solfège-méthode progressif pour l'enseignement du cornet à pistons, de la trompette chromatique, saxhorns ou bugle à pistons, du sax-tromba, trombone-alto à pistons, Paris, Bureau central de musique, 1846
- Solfège-méthode pour le piano, 1873[13]
- Solfège-méthode progressif de basse et trombone à 4 pistons (1879)

### Musique instrumentale
- Les Diamants de la Couronne, airs arrangés en duos, pour 2 cornets à pistons, Paris, Troupenas, 1841[14]
- 12 Duos concertants, pour 2 cornets à pistons, Paris, Launer, 1841[15]
- Duos concertants pour deux pistons sur les motifs de l'opéra Betly de Donizetti (1841)
- Duos concertants pour 2 ophicléides, Paris, Launer, 1841[16]
- 6 Duos concertants sur des motifs du "Giuramento" de Mercadante, pour 2 cornets à pistons, Paris, Troupenas, 1842[17]
- 6 Duos concertants sur des motifs du "Giuramento" de Mercadante, pour 2 ophicléides ou 2 bassons, Paris, Troupenas, 1842
- Grand Air varié pour ophicléide avec orchestre, Paris, Louis et Munchs, 1842[18]
- Cavatines italiennes des opéras modernes, arrangées en duos concertants pour 2 ophicléides ou 2 bassons (1846)
- Airs du Juif errant de F. Halévy, arrangés en 2 suites pour cornet à pistons ou saxhorn seul, Paris, Brandus, 1852[19]
- Airs du Juif errant de F. Halévy, arrangés pour 2 cornet à pistons ou 2 saxhorns en 2 suites, Paris, Brandus, 1853[20]
- Fantaisie sur le Nabab de F. Halévy, pour cornet à pistons et piano (1854)
- Airs de Jaguarita l'Indienne de F. Halévy, arrangés pour cornet seul, Paris, Heinz, 1856[21]
- La Revue de la Garde, quadrille militaire pour piano (1861)
- Le Torrent de Marcailhou, grande valse brillante pour moyenne fanfare (1866)
- Les Noces de ma nièce, quadrille militaire pour petite fanfare (1866)
- Le Printemps, quadrille, pour moyenne fanfare, Paris, Gautrot, 1867[22]
- Vive l'empereur, pas redoublé très brillant, pour moyenne fanfare (1867)
- Retraite de l'Empire, pour petite fanfare (1867)
- O Salutaris très facile pour moyenne fanfare (1868)
- Domine salvum, pour musique militaire (1868)
- Grande Retraite nationale, pour petite fanfare (1868)
- Grande Messe Sainte-Cécile, pour musique militaire (1868)
- Gloria, pour moyenne fanfare (1868)
- Sanctus à grand effet, pour moyenne fanfare (1868)
- La Chasse aux papillons, valse brillante pour le piano (1875)
- Les raquettes, petite valse sur l'exercice des cinq doigts, 1887
- Le contrat de mariage, quadrille brillant pour piano (ou orchestre), souvenir de l'Exposition universelle de 1889
- Les moissonneurs, quadrille brillant pour piano (ou orchestre), souvenir de l'Exposition universelle de 1889
- Fleur de printemps, mazurka pour piano, souvenir de l'Exposition universelle de 1889
- Pâquerette, valse brillante pour piano, souvenir de l'Exposition universelle de 1889
- Sérénade de la veille du jour de l'An, quadrille pour fanfare
- L'Alliance, Amérique et France, pas redoublé facile et brillant pour moyenne fanfare